# 博尔多格克瓦劳尔尧
博尔多格克瓦劳尔尧，是匈牙利包尔绍德-奥包乌伊-曾普伦州所辖的一个村。总面积22.03平方公里，总人口1151，人口密度52.2人/平方公里（2011年1月1日）。